# اوقات فراغت ۲
اوقات فراغت ۲ (انگلیسی: Timepass 2) فیلم هندی مراتی-زبان تولید سال ۲۰۱۵ است که کارگردانی آن بر عهده راوی جادهاو بود. این فیلم دنباله فیلم اوقات فراغت (۲۰۱۴) است. بازیگران اصلی فیلم بالچاندرا کدم و وایبهاو مانگل می‌باشند.